# Toula (Vavaʻu)
Toula ist ein Ort in der Inselgruppe Vavaʻu im Norden des pazifischen Königreichs Tonga. Er hat 380 Einwohner (Stand 2021).

## Geographie
Der Ort liegt südlich von Neiafu auf der Landenge, die die Verbindung mit Pangaimotu darstellt. Sie liegt am südlichen Rand der Hauptinsel an der Fatafehi Road und an der Ahanga Passage. Weiter südwestlich liegt der Hauptort von Pangaimotu, Pangai.